# Patricia Carroll
Winifred Patricia Carroll (* 6. Mai 1932 in Sidcup; † 11. Juni 2017 in London) war eine britische Pianistin.

## Leben
Carroll wurde 1932 als ältestes von vier Kindern zweier Amateurmusiker geboren. Sie besuchte Mädchenschulen in Newbury und Beckenham und lernte Klavier und Geige. Noch als Jugendliche begann sie ein Violinstudium bei Arthur Alexander am Royal College of Music (RCM) in London. Dort gewann sie die Chappell Gold Medal für Klavierstudenten. Mithilfe eines französischen Regierungsstipendiums studierte sie bei Marguerite Long in Paris. Der British Council förderte sie im Rahmen von Auslandsstudien bei Friedrich Gulda in Wien. Beim Kranichsteiner Musikpreis 1953 anlässlich der Internationalen Ferienkurse für Neue Musik in Darmstadt teilte sie sich mit Robert-Alexander Bohnke den zweiten Klavierpreis. 1955 erhielt sie gemeinsam mit Margaret Major (Bratsche) den International Music Association Concert Award.
Sie trat u. a. in der Wigmore Hall in London und im Wiener Konzerthaus auf. Als eine der ersten Frauen überhaupt gab sie ein Klavierkonzert in der Royal Festival Hall in London; 1952 spielte sie mit dem London Symphony Orchestra Rachmaninows 2. Klavierkonzert. Dreimal war die Pianistin bei der Sommerkonzertreihe BBC Proms eingeladen, so auch 1962, wo sie mit dem BBC Symphony Orchestra unter Sir Malcolm Sargent Griegs Klavierkonzert aufführte. Außerdem trat sie als Jurorin bei internationalen Musikwettbewerben in Erscheinung.
Ab 1966 lehrte sie am Royal College of Music in London. 1997 wurde sie Fellow ebendort. Zu ihren Schülern gehörte u. a. die Mezzosopranistin Sarah Connolly. Zur Erinnerung an sie gaben Bernard Haitink, Martin James Bartlett und das RCM Symphony Orchestra am 1. Februar 2018 ein Mozart- und Strauss-Konzert in der Amaryllis Fleming Concert Hall.
Sie war verheiratet mit dem österreichstämmigen Musikpublizisten George Newman, mit dem sie drei Kinder hatte.